# Renta financiera
Las rentas financieras se definen como una distribución de capitales que se reparten a lo largo de una partición temporal, de forma que a cada uno de esos intervalos, también según algunos autores, periodo de vencimiento, le corresponde un solo capital, al que se denomina como término de la renta que se produce en el mismo.
Por renta financiera se entiende al conjunto de cargas impositivas que gravan las utilidades producidas por la venta de acciones y títulos que no cotizan en la Bolsa y cuya utilidad tenga cierta periodicidad, y al reparto de dividendos netos que las empresas realizan entre socios y accionistas residentes en un país determinado. 
No todas las rentas suelen tener igual tratamiento. Habitualmente los  intereses de plazos fijos obtenidos por un individuo no pagan este impuesto, debido a que la renta financiera generalmente resulta de la valorización de una inversión a lo largo del tiempo. Tampoco pagará el impuesto un individuo que compra acciones para invertir con carácter casual -y que no se dedica permanentemente a esta actividad- por la diferencia que obtenga al momento de venderlas. 
En general, la renta derivada de las diferencias por la venta de títulos públicos suele estar exenta; normalmente el impuesto tampoco pesa sobre los dividendos recibidos de una sociedad. El fundamento radica en que la sociedad ya pagó el gravamen correspondiente sobre esas ganancias. 
Igualmente, los resultados financieros de la compraventa e intereses de obligaciones negociables colocadas en oferta pública se encuentran exentos para las personas físicas residentes en un país. Por el contrario, las personas jurídicas y los beneficiarios del exterior no lo están. 
En términos generales los intereses ganados por depósitos en cuentas en el exterior y los ganados por depósitos de una sociedad anónima o una sociedad de responsabilidad limitada suelen están gravados, igualmente que los dividendos recibidos por inversiones en el exterior.
En otras palabras, las Rentas Financieras se corresponden con un conjunto de capitales con distintos vencimientos. Así que dado un intervalo P en el que se efectúa una partición se verifica que:
{\displaystyle P=\cup P_{r}con{\begin{cases}P_{r}\not =\emptyset \ \ \forall r\\P_{r}\cap P_{j}=\emptyset \ \ \forall j\not =r\end{cases}}}.
De esta manera cada intervalo sólo tiene un capital asociado, como producido en el mismo. Correspondencia entre subintervalo y capital.

## Clasificación de las Rentas Financieras
Distinguiendo entre los elementos que actúen en la definición podemos encontrar varios subgrupos

## Por cuantías de sus términos

### Rentas constantes
Serán aquellas que tienen todos sus términos iguales, por lo cual no presenta ningún cambio la cantidad u otros factores de las rentas.

### Rentas Variables.
Serán aquellas que no tengan todos sus términos iguales o de la misma cuantía. Podemos encontrar:
- Rentas de términos variables en progresión aritmética.
- Rentas de términos variables en progresión geométrica.
- Rentas de términos de variación arbitraria.

## Teniendo en cuenta la disponibilidad de los términos
- Rentas postpagables o vencidas.
- Rentas prepagables o anticipadas.

## Por periodo de maduración
- Rentas discretas.

Los periodos tendrán una amplitud finita.
- Rentas uniformes.
- No uniformes

Será aquella que proceda de un capital invertido no en títulos de crédito, sino en otro bien que tenga la capacidad de producir retorno ocasionalmente, se calculará una vez que se deduzcan los costes de la operación financiera, incluido el costo del propio capital. Por el propio hecho de no ser uniforme, o sea que no se trata sobre la base de mensualidades o anualidades, sino en períodos diversos en su principio, duración y vencimiento. Precisamente por ser una renta no uniforme puede ser productiva o improductiva en relación al capital utilizado. Será productiva solo en los casos en que la frecuencia de periodos de su productividad sean suficientes para que una vez deducidos de los ingresos brutos, los costes de uso de capital y gastos inherentes al bien en renta, la cifra obtenida en renta neta sea comparable a la renta del capital invertido en tasas fijas del mercado en el momento en que se encuentre. Por lo que se traduce la falta de uniformidad, o bien en renta positiva o renta negativa por virtud de la pérdida en relación al capital invertido, que en renta fija hubiere producido. Será con la sumatoria de los períodos mensuales o anuales que se determine si se trata de renta positiva o negativa, (pérdida).

### Rentas continuas
Son aquellas rentas cuyos intervalos son de medida infinitesimal, produciendo por ende un flujo continuado de los capitales. 

## Según duración
En función de la duración de las rentas, estas pueden clasificarse en:
- Rentas perpetuas
- Rentas temporarias o temporales

## Según el momento de valoración de la renta

### Rentas inmediatas
la EV (época de valuacion) puede ser en su origen EV = EI o en EF (época final) EV = EF

### Rentas diferidas
Son aquellas que se valoran con anterioridad a su origen. El tiempo que transcurre entre el origen de la renta y el momento de valoración se denomina período de diferimiento de la renta.

### Rentas anticipadas
Se clasifican en
- Según la naturaleza de las variables que componen su definición.
- Según la ley financiera de valoración empleada.
- Según la periodicidad del término y la frecuencia de *capitalización.

## Según la naturaleza de los datos

### Rentas ciertas
Dentro de esta clasificación se encuentran las rentas que responden a todo lo indicado en esta página, donde la naturaleza de los datos se desenvuelve en un ambiente de certeza.

### Rentas contingentes o anualidades contingentes
Rentas contingentes o anualidades contingentes son aquellas que representan el valor esperado de una serie de pagos que se harán siempre y cuando prevalezca, en cada periodo de pago, una condición contingente que comúnmente se refiere a la supervivencia de una persona (puede ser cualquier otra condición contingente), de manera que la renta dura mientras la persona se encuentra con vida (o mientras se cumpla la condición contingente). Este concepto es común en la valoración de obligaciones contingentes relacionadas con seguros o pensiones. El valor de una renta contingente se calcula como la suma del valor presente de los pago a realizar, ponderados por la probabilidad de que la condición contingente se cumpla y dichos pagos se realicen. Al igual que las rentas ciertas, las anualidades contingentes se clasifican en inmediatas, diferidas, anticipadas, vencidas, temporales, vitalicias. La fórmula de una anualidad contingente de monto {\displaystyle R}, que se paga al inicio de cada año (anticipada), inmediata, anual, y vitalicia, que se pagará a una persona de edad {\displaystyle x}, cuya probabilidad de estar con vida en cada año es {\displaystyle _{t}P_{x}}, se denota como:{\displaystyle {\ddot {a}}_{x}=\sum _{t=0}^{\omega -x-1}R*v^{t}*_{t}P_{x}}{\displaystyle v^{t}={1 \over (1+i_{t})^{t}}}
{\displaystyle i_{t}} es la tasa de descuento que corresponde a la tasa de interés que se espera obtener en la inversión, a un plazo {\displaystyle t}, del fondo con el que se paga la anualidad.
{\displaystyle w} : es la edad máxima que hipotéticamente puede llegar a vivir la persona de edad  {\displaystyle x}.
Una forma más general de representar una anualidad contingente temporal a {\displaystyle n} años, en donde la probabilidad de que se cumpla la condición contingente en cada periodo de tiempo {\displaystyle t} es {\displaystyle Pr(t)}, sería:
{\displaystyle {\ddot {a}}(t)=\sum _{t=0}^{n-1}R*v^{t}*Pr(t)}
El cálculo de anualidades contingentes puede ser ampliamente consultado en  Actuarial Mathematics by Newton Bowers, 1997,  Society of Actuaries.

### Rentas inciertas
La Matemática de la Incertidumbre o Borrosa o Difusa ha sustentado una nueva clase de rentas, sustentada en la naturaleza incierta que alguno de sus elementos pueda contener, por ejemplo: el valor de la anualidad o cuota, pudiendo adoptar el nombre de rentas inciertas o borrosas. ok